# Городище (Туринский муниципальный округ)
Городи́ще — село в Туринском городском округе Свердловской области России. С прилегающими сельскими населёнными пунктами образует Городищенское сельское управление администрации Туринского городского округа.

## Географическое положение
Село Городище расположено в 16 километрах к юго-востоку от города Туринска (по дорогам в 20 километрах), на левом берегу реки Туры, в 1 километре от устья реки Шайтанки — левого притока Туры. В окрестностях села находится ботанический природный памятник — кедровник.

## Экономика
В селе работают сельскохозяйственные предприятия:
- Акционерное общество «Городищенское»,
- ООО «Агрофирма „Коркинская“»
- крестьянские (фермерские) хозяйства, индивидуальные предприниматели (сельское хозяйство, деревообработка, оказание услуг и торговля)

## Культура
В селе функционирует Городищенский дом культуры. Библиотечное обслуживание населения осуществляет Городищенская библиотека.

### Фестиваль «Туринская околица»
С 2013 года проводится областной фестиваль народной культуры «Туринская околица». По словам организаторов, именно ради признания, сохранения и продвижения народных промыслов, зародился этот фестиваль. Праздник привлекает мастеров народных промыслов и ремесел из Свердловской и соседних областей. В рамках фестиваля традиционно проводятся:
- соревнования по городошным играм на кубок главы Туринского городского округа,
- выставка-ярмарка изделий народных художественных промыслов и изделий декоративно-прикладного творчества,
- подведение итогов конкурса «День поля» (церемония чествования лучших трактористов-машинистов, агрономов, руководителей сельхозпредприятий),
- конкурс «Косарь» (народные состязания по отбиванию косы, выкашиванию сенокосной травы),
- конкурс собирателей народных игр «Вспомним забытые игры».

При поддержке АО «Городищенское» проходит «Мотоблок-байк шоу» (проезд колонны украшенных мотоблоков), а также смотр новой сельскохозяйственной техники, приобретенной предприятием.

### Фестиваль «Туринские самоцветы»
Фестиваль эстрадного вокального творчества «Туринские самоцветы» проводится на территории села с 2017 года.

## Образование
- Муниципальное дошкольное образовательное учреждение «Городищенский детский сад» Архивная копия от 6 октября 2019 на Wayback Machine
- МАОУ «Городищенская средняя общеобразовательная школа» Архивная копия от 6 октября 2019 на Wayback Machine

## Население
| 2002 | 2010 | 2021 |
| ---- | ---- | ---- |
| 792  | ↘636 | ↘506 |